# Motive
Motive,  Motive : Le Mobile du crime en Belgique et en France, ou simplement Le Mobile du crime au Canada francophone , est une série télévisée canadienne en 52 épisodes de 45 minutes créée par Daniel Cerone et diffusée entre le 3 février 2013 et le 30 août 2016 sur le réseau CTV. Les deux premières saisons ont été diffusées aux États-Unis à partir du 20 mai 2013 sur le réseau ABC puis les deux saisons suivantes à partir du 1er avril 2016 sur USA Network.
En Belgique, la série a été diffusée à partir du 5 août 2013 sur RTL-TVI. En France, elle a été diffusée à partir du 18 octobre 2013 sur 13ème rue. Rediffusion à partir du 6 août 2018 sur France 2. En Suisse, elle a été diffusée à partir du 8 novembre 2013 sur RTS Un et au Québec à partir du 7 janvier 2016 sur Ztélé.

## Synopsis
Angie Flynn est une mère célibataire qui fait partie de la brigade criminelle de la police de Vancouver. La particularité de cette série réside dans le fait que l'on connaisse dès le début les assassins et les victimes. Donc même si les enquêtes sont traditionnelles, c'est le mobile du crime que l'on découvre au fur et à mesure de l'épisode, notamment à travers des flashbacks qui nous éclairent sur la vie et les motivations des protagonistes.

## Distribution

### Acteurs principaux
- Kristin Lehman (VF : Dominique Vallée) : Détective Angelika « Angie » Flynn
- Louis Ferreira (VF : Marc Saez) : Détective puis sergent Oscar Vega
- Lauren Holly (VF : Élisabeth Wiener) : Dr Betty Rogers
- Brendan Penny (VF : Thomas Roditi) : Détective Brian Lucas

### Anciens acteur principaux
- Roger Cross (VF : Daniel Lobé) : sergent Boyd Bloom (saison 1, puis invité)
- Valerie Tian (de) (VF : Geneviève Doang) : Officer Wendy Sung (saison 2)
- Warren Christie (VF : Franck Monsigny) : sergent Mark Cross (saisons 2 et 3, puis invité)

### Acteurs récurrents
- Cameron Bright (VF : Stanislas Forlani puis Erwan Tostain) : Manny Flynn, fils d'Angie
- Laura Mennell : Samantha Turner (saison 2, 8 épisodes)
- Luisa D'Oliveira : Maria Snow (saison 3, 9 épisodes)
- Victor Zinck Jr. : inspecteur Mitch Kennecki (saison 4)
- Karen LeBlanc (VF : Pascale Vital) : inspecteur Paula Mazur (saison 4)

### Invités
- Saison 1
  - Joey McIntyre : Glenn Martin (épisode 1)
  - Liane Balaban : Sarah Muller (épisode 4)
  - Dylan Neal : Shawn Mitchell (épisode 4)
  - Chelah Horsdal : Deana Mitchell (épisode 4)
  - Molly Parker : Chloe Myton (épisode 5)
  - Kyra Zagorsky : Ronnie Chase (épisode 6)
  - John Pyper-Ferguson : Charles Stanwyck (épisode 8)
  - Jacob Tremblay : Riley Stanwyck (épisode 8)
  - Alessandro Juliani : Serge Bisson (épisode 9)
  - Mary Pat Gleason : Marion Rieder (épisode 9)
  - Dustin Milligan : Felix Hausman (épisode 10)
  - Jarod Joseph : Joey Mason (épisode 11)
  - Carly Pope : Sonia Brauer (épisode 12)
  - Amanda Tapping : Kate Robbins (épisode 13)

- Saison 2
  - Jennifer Beals : Sophia Balfour (épisode 2)
  - Martin Donovan : Miles Balfour (épisode 2)
  - Niall Matter : Damian Cutter / Calvin Hicks (épisode 3)
  - Carlos Bernard : Kurt Taylor (épisode 3)
  - Julie McNiven : Meredith Taylor (épisode 3)
  - Erica Cerra : Diane Torrance / Robinson (épisode 4)
  - Corbin Bernsen : Stanley Matthews (épisode 4)
  - AJ Michalka : Emily Williams (épisode 5)
  - Alexia Fast : Janine Boxton (épisode 5)
  - Brooke Nevin : Heather Williamson (épisode 6)
  - Jason Dohring : Gordon White (épisode 6)
  - Corey Sevier : Jake Daly (épisode 6)
  - Callum Keith Rennie : Stuart Fletcher / John Turner (épisode 7)
  - Alexander Calvert : James Dent (épisode 8)
  - Paul Campbell : Peter Ward (épisode 8)
  - Enuka Okuma : Lori Oliver (épisode 12)

- Saison 3
  - Jessica Lowndes : London Montgomery (épisode 1)
  - Tony Plana : Franco Vega (épisode 1)
  - Bonnie Somerville : Erica Grey / Sienna (épisode 2)
  - Alexis Bledel : Robin Gould (épisode 3)
  - Meaghan Rath : Ella Rollins (épisode 5)
  - C. Thomas Howell : Joe Hillis (épisode 8)
  - Katie Boland : Nikka Reid (épisode 9)

- Saison 4
  - Jamie Clayton : Avery Bowman (épisode 2)
  - Sara Canning : Tracy Blaine (épisode 6)
  - Alicia Witt : Cindy Vernon (épisode 6)
  - Tommy Flanagan : Jack Stoker (épisode 8)
  - Missy Peregrym : Jessica Wilson (épisode 10)
  - Joanna Cassidy : Natalie Rodman (épisode 11)

## Production

### Tournage
Le tournage de la première saison a débuté le 17 septembre 2012, la deuxième saison le 4 septembre 2013, la troisième le 16 septembre 2014 et la quatrième le 5 octobre 2015.

### Fiche technique
- Titre original : Motive
- Création : Daniel Cerone (en)
- Réalisation : Trish Williams (pilote)
- Scénario : Daniel Cerone[14] (pilote)
- Production : Rob Merilees, Rob LaBelle, Lindsay Macadam, Louise Clark et Erin Haskett
- Production exécutive : Daniel Cerone, Louise Clark, Rob Merilees, Erin Haskett, Rob LaBelle, Lindsay Macadam, et James Thorpe
- Sociétés de production : Foundation Features et Lark Productions en association avec Bell Media
- Société(s) de distribution : NBC Universal International
- Lieu d'action et de tournage : Vancouver, Colombie-Britannique

## Épisodes

### Première saison (2013)
La première saison est diffusée du 3 février 2013 au 16 mai 2013 sur CTV.
1. Mort d'un prof (Creeping Tom)
2. Délit de fuite (Crimes of Passion)
3. Monsieur tout-le-monde (Pushover)
4. Malchance (Against All Odds)
5. Sans regret (Public Enemy)
6. Dérapage incontrôlé (Detour)
7. Une nouvelle vie (Out of the Past)
8. Vengeance (Undertow)
9. Amateurs d'art (Framed)
10. Ange déchu (Fallen Angel)
11. Deux frères (Brute Force)
12. David et Goliath (Ruthless)
13. Acquitté (The One That Got Away)

### Deuxième saison (2014)
Le 8 mai 2013, CTV a renouvelé la série pour une deuxième saison diffusée du 6 mars 2014 au 29 mai 2014 sur CTV au Canada.
1. Mauvais karma (Raw Deal)
2. Légitime défense (They Made Me a Criminal)
3. Carte maîtresse (Overboard)
4. Préjugés (Deception)
5. Sans issue (Dead End)
6. Faux amis (Bad Blonde)
7. Le Grand Saut (Pitfall)
8. Héritage (Angels with Dirty Faces)
9. Mère et fils (Abandoned)
10. Esperanza (Nobody Lives Forever)
11. Une balle pour Joey (A Bullet for Joey)
12. Le Baiser de la mort (Kiss of Death)
13. Protéger et servir (For You I Die)

### Troisième saison (2015)
Le 22 mai 2014, CTV a renouvelé la série pour une troisième saison diffusée du 8 mars 2015 au 7 juin 2015 sur CTV.
1. Abstinence (6 Months Later)
2. Bien sous tous rapports (Calling the Shots)
3. Les Abysses (Oblivion)
4. Prison de verre (The Glass House)
5. Fleur vénéneuse (The Suicide Tree)
6. Contagion (Fallen)
7. Erreur de pilotage (Pilot Error)
8. Revers de fortune (Reversal of Fortune)
9. Meilleures ennemies (Best Enemies)
10. Purgatoire (Purgatory)
11. Une vertu cardinale (The Amateurs)
12. Assurance (Frampton Comes Alive)
13. L'Affaire Maria Snow (A Problem Like Maria)

### Quatrième saison (2016)
Le 1er juin 2015, CTV a renouvelé la série pour une quatrième et dernière saison, diffusée du 22 mars 2016 au 30 août 2016 sur CTV.
1. Le Bouc émissaire (The Vanishing Policeman)
2. Un homme du passé (The Dead Name)
3. Patient zéro (Index Case)
4. Manipulation (The Score)
5. Une vieille dette (The Scorpion and the Frog)
6. Prévenir et guérir (Interference)
7. Contraints et forcés (The Dead Hand)
8. Affaires étrangères (Foreign Relations)
9. Souvenirs perdus (Remains to Be Seen)
10. La Fille prodigue (In Plain Sight)
11. Sélection naturelle (Natural Selection)
12. Chronologie de la douleur (Chronology of Pain)
13. Tabula Rasa (We'll Always Have Homicide)

## Accueil

### Audiences

#### Au Canada
Le pilote, diffusé immédiatement après le Super Bowl XLVII vers 23 h, a attiré 1,23 million de téléspectateurs et le troisième épisode a attiré 1,01 million de téléspectateurs. N'ayant pas obtenu des audiences dans le Top 30 depuis le troisième épisode, CTV déplace la série le jeudi soir à partir du 6e épisode diffusé le 14 mars 2013, case horaire anciennement occupée par Flashpoint à l'automne 2013. Ce changement de case horaire s'avère profitable alors que les audiences ont augmenté.
La deuxième saison a débuté avec 1,242 million de téléspectateurs, suivi de 1,3 million pour le deuxième épisode.

#### Aux États-Unis
Le pilote a attiré 6,52 millions de téléspectateurs.

## DVD
En France, la saison 1 en DVD sort le 27 mai 2014[réf. souhaitée].